# Carl Wilhelm Ernst Heimbach
Carl Wilhelm Ernst Heimbach (auch Karl; * 20. Oktober 1765 in Hettstedt; † 10. Oktober 1801 in Schulpforta) war ein deutscher lutherischer Theologe und Pädagoge.

## Leben
Heimbach wird als Sohn des Stadtschreibers von Hettstedt Johann Martin Heimbach geboren. Die ersten elf Jahre erhielt er Unterricht von seinem Vater sowie von einem Privatlehrer. 1777 wurde sein Vater in das kursächsische Oberaufseheramt nach Eisleben versetzt. Die Familie siedelte dorthin um und Heimbach besuchte ab 1778 das Eislebener Gymnasium. Er tat sich am Gymnasium als begabter Schüler hervor. 1781 absolvierte er dort das Examen und wurde am 14. Oktober 1781 an der Universität Helmstedt immatrikuliert. In Helmstedt widmete er sich dem Studium der Theologie und der Philosophie. Von 1783 bis 1786 schloss sich an der Universität Leipzig ein Studium der Philologie an.
Heimbach kehrte 1786 nach Eisleben zurück und wurde Hofmeister im Haus des hannoverischen Kanzleisekretärs Johann Eberhard August von Voigt. Dort unterrichtete er dessen Sohn, den späteren Oberappellationsrat Carl Anton Adolph von Voigt (1778–1828). Daneben unterrichtete er als Hauslehrer mit der Genehmigung von Voigt den Sohn des kursächsischen Oberaufsehers Christoph Gottlob von Burgsdorf Ludwig Christoph (1774–1828). 1789 schrieb er sich an der Universität Wittenberg ein und erlangte dort den Magistergrad.
Heimbach wurde 1789 über Vermittlung von Burgsdorf Lehrer an der Fürstenschule Meißen. 1793 wurde er als Konrektor an die Fürstenschule Pforta berufen und bereits, nach dem Tod Friedrich Gottlieb Barths, 1795 Rektor der Einrichtung. Er war für seine fortschrittlichen Unterrichtsmethoden bekannt, verfügte seit seiner Kindheit jedoch über eine schwache körperliche Konstitution. Entsprechend war er in den letzten Jahren eines Rektorats, das zudem durch einen Neubau belastet war, zunehmend geschwächt.
Heimbach verstarb im 36. Lebensjahr an Tuberkulose.

## Werke
- De Horis commentatio mythologica, Leipzig 1788.
- Klopstocks Feyer in Schulpforta: Den 13. April 1800, Grimma 1800.